# Estação Apatlaco
A Estação Apatlaco é uma das estações do Metrô da Cidade do México, situada na Cidade do México, entre a Estação Iztacalco e a Estação Aculco. Administrada pelo Sistema de Transporte Colectivo, faz parte da Linha 8.
Foi inaugurada em 20 de julho de 1994. Localiza-se no cruzamento do Eixo 3 Oriente com o Eixo 5 Sur. Atende os bairros Purísima Atlazolpa, Pueblo Magdalena Atlazolpa, Purísima Atlazolpa e Nueva Rosita, situados na demarcação territorial de Iztapalapa. A estação registrou um movimento de 5.243.455 passageiros em 2016.